# Gepunkteter Pelzkäfer
Attagenus punctatus  ist ein Käfer aus der Familie der Speckkäfer. Der Artname „punctatus“ (lat.) bedeutet punktiert und bezieht sich auf die weißen Flecken auf Halsschild und Flügeldecken. Der Gattungsname Attagenus von  altgr. ατταγήν attagēn, Haselhuhn. Die Gattung ist in Europa mit 44 Arten vertreten. Der Käfer erreicht eine Länge von 3,5 bis 5,5 Millimeter.

## Merkmale des Käfers

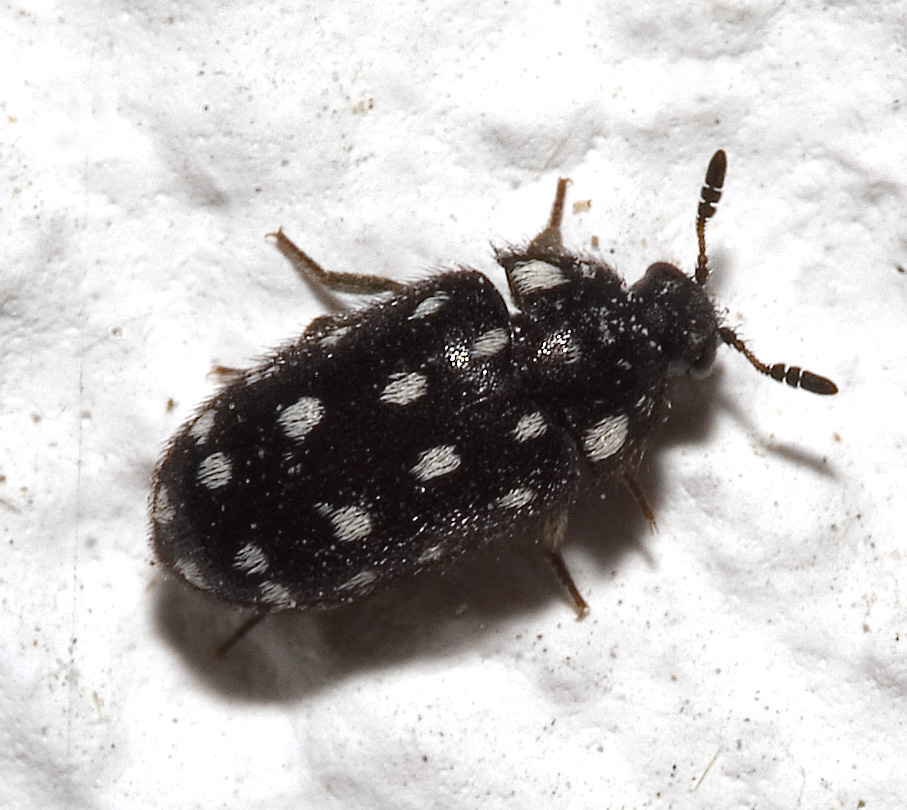
Abb. 1: Männchen

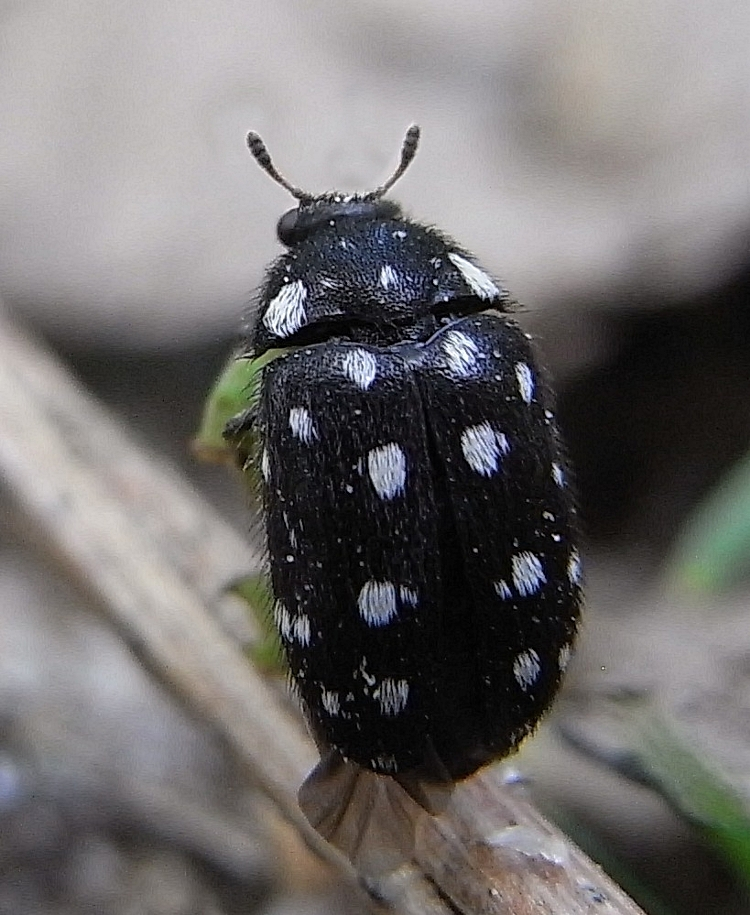
Abb. 2: Weibchen

Der Körper ist länglich oval und im Querschnitt gewölbt. Er ist schwarz und wegen der feinen halbabstehenden Behaarung nur wenig glänzend. Tarsen und Fühlerglieder sind manchmal heller. Halsschild und Flügeldecken sind mit zahlreichen Flecken aus weißen Schuppenhaaren bedeckt. Die Flecken können sehr markant sein, jedoch bei älteren Exemplaren durch Abnutzung auch undeutlich werden. Gewöhnlich befindet sich je ein Fleck im Hinterwinkel des Halsschildes, fünf Flecken stehen in Reihe parallel zur Flügeldeckennaht und weiter Flecke liegen etwa gleich dicht verteilt auf den Seiten der Flügeldecken. Manche Beschreiber gaben dem Käfer auch das Artepitheton „vigintipunctata“, also 20-punktiert.
Der Kopf zeigt nach unten. Er ist auf der Unterseite nicht in den Halsschild eingezogen, sondern frei. Die Fühler sind elfgliedrig, die drei letzten Glieder bilden eine Keule. Bei den Männchen ist das letzte Fühlerglied nur wenig größer als die beiden vorhergehenden Fühlerglieder gemeinsam, beim Weibchen deutlich kürzer (Abb. 1 und 2). Außer den rundlichen Facettenaugen befindet sich auf der Stirn noch ein knopfförmiger Ocellus. Die Kiefertaster sind viergliedrig, die Lippentaster dreigliedrig.
Der Halsschild ist glockenförmig, seine Basis ist doppelbogig. Der Halsschildseitenrand ist vollständig gekantet.
Die Vorderhüften ragen zapfenförmig aus der Vorderbrust heraus. Sie berühren sich nicht. Die Hinterhüften haben eine Längsvertiefung, in die die Hinterschenkel eingelegt werden können. Die Tarsen sind alle fünfgliedrig.

## Biologie
Die Larve entwickelt sich in hohlen Bäumen, die der Sonne exponiert sind. Sie ernähren sich dort vermutlich von den Resten toter Insekten. Die Käfer fressen Pollen und sind von April bis Juli auf blühendem Gesträuch in Laubwäldern,  Gärten und Parks, besonders Weißdorn, anzutreffen. Dort findet auch die Paarung statt.
Der Lebenszyklus dauert in der Regel ein Jahr, kann sich aber unter ungünstigen Bedingungen auch auf zwei Jahre verlängern. Es überwintern sowohl Larven als auch adulte Käfer. Die Verpuppung erfolgt nach der 5. Häutung im August, die Imago schlüpft etwa 20 Tage später.

## Verbreitung
Die Art ist von Südeuropa bis ins südliche Nordeuropa verbreitet, aber meist selten. In Mitteleuropa ist er im Süden und Mitte verbreitet, im Norden ist er selten und fehlt gebietsweise. Nach Osten dehnt sich das Verbreitungsgebiet bis zum Kaukasus aus.